# Allium caesium
Allium caesium es una especie de planta bulbosa del género Allium, perteneciente a la familia de las amarilidáceas, del orden de las Asparagales. Originaria de Asia.

## Descripción
Allium caesium tiene un bulbo solitario, ovoide-globoso, de 1 a 1,5 cm de diámetro, de color marrón grisáceo o bulbillos de color violeta en la base. Las hojas, 2 o 3,  semicilíndricas, a veces fistulosas, adaxialmente canalizadas. Escapo de 15 a 65 cm, escabroso-denticulado  cubierto con las vainas de las hojas en 1/4 a 1/2 de su longitud. Espata persistente. Umbela hemisférica a globosa, densamente cubierta de muchas flores, a veces con pocos bulbillos. El número cromosomático es de  2 n = 16, 32.

## Distribución y hábitat
Se encuentra en desiertos y pastos secos, a una altitud de 700 - 2000 metros en Xinjiang, Kazajistán, Kirguistán, Tayikistán y Uzbekistán.

## Taxonomía
Allium caesium fue descrita por  Alexander Gustav von Schrenk y publicado en Bulletin de la Classe Physico-Mathématique de l'Académie Impériale des Sciences de Saint-Pétersbourg 2: 113, en el año 1844.
Etimología
Allium: nombre genérico muy antiguo. Las plantas de este género eran conocidos tanto por los romanos como por los griegos. Sin embargo, parece que el término tiene un origen celta y significa "quemar", en referencia al fuerte olor acre de la planta. Uno de los primeros en utilizar este nombre para fines botánicos fue el naturalista francés Joseph Pitton de Tournefort (1656-1708).
caesium: epíteto latino que significa "de color azul gris".
Sinonimia
- Allium aemulans Pavlov
- Allium azureum Bunge
- Allium caeruleum Stschegl.
- Allium renardii Regel
- Allium urceolatum Regel[7]